# Зверино (Болгария)
Зверино (болг. Зверино) — село в Болгарии. Находится в Врачанской области, входит в общину Мездра. Население составляет 1720 человек.

## Политическая ситуация
В местном кметстве Зверино, в состав которого входит Зверино, должность кмета (старосты) исполняет Найден  Христов Христов (Болгарская социалистическая партия (БСП)) по результатам выборов.
Кмет (мэр) общины Мездра — Иван Аспарухов Цанов (независимый) по результатам выборов.